# Jochen Kopp
Jochen Kopp (* 22. Februar 1966) ist ein deutscher Verleger. Er ist Geschäftsinhaber des Kopp Verlags, den er als eingetragener Kaufmann (e.K.) führt.

## Leben
Kopp, der nach Angaben des Schwäbischen Tagblatts aus Wurmlingen (Rottenburg) stammt, war elf Jahre lang Polizist und verließ 1994 den  Staatsdienst, um einen Verlag zu gründen. Nach seinen Angaben hat der „Kopp-Verlag ganz klein, in einem Keller in Wurmlingen“ angefangen. Aus einer Bücherliste für Bekannte soll ein kleiner Prospekt mit Titeln entstanden sein, die er beschaffte und versandte. Schließlich verlegte er selbst Bücher, zunächst vor allem Übersetzungen aus dem amerikanischen Englisch. Der öffentliche Umgang mit dem Ufologen Erich von Däniken sei „Initialzündung“ für die Verlagsgründung gewesen. Seitdem greife er gezielt Themen auf, „die im Mainstream tabuisiert werden“.

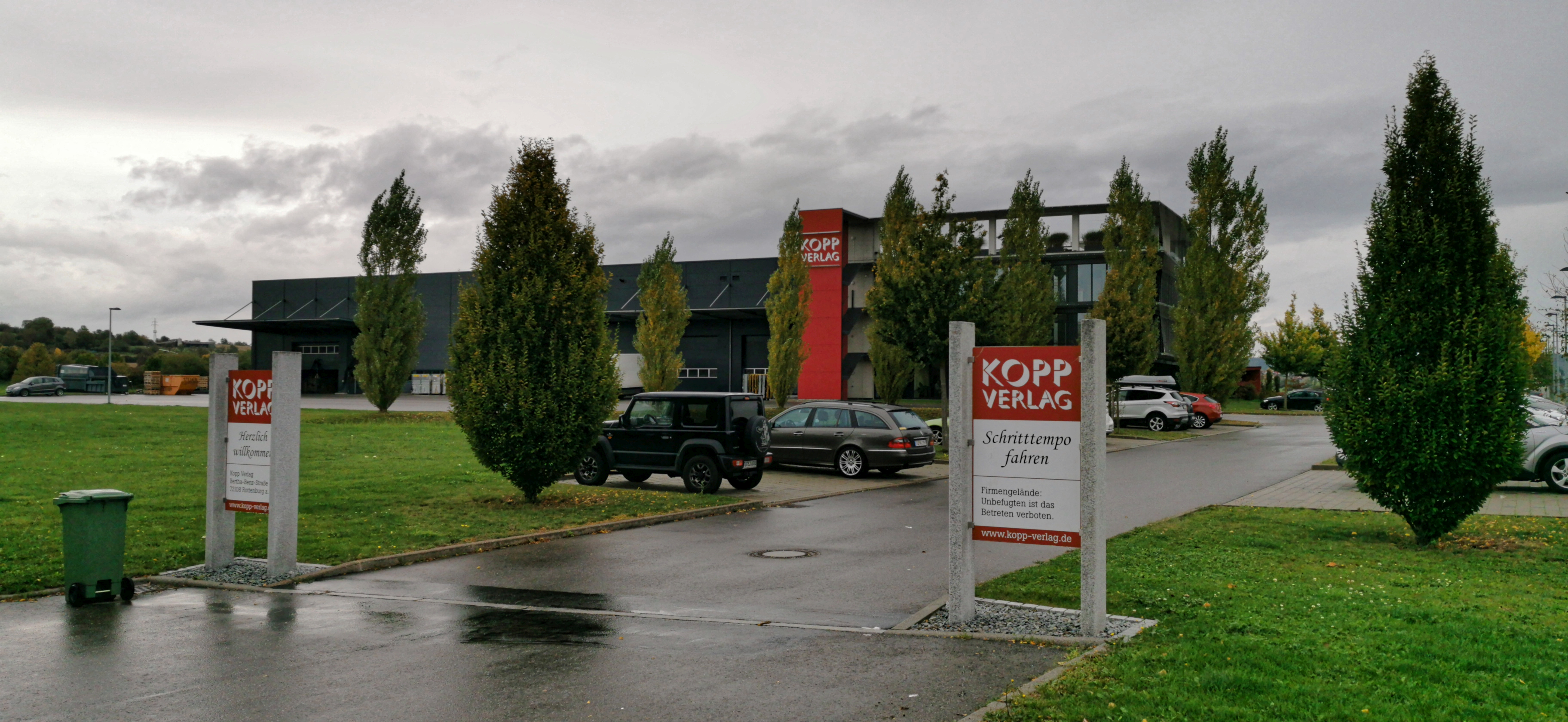
Der Eingang des Verlages in Rottenburg

Kopp äußert sich selten öffentlich und verweist darauf, dass die veröffentlichten Meinungen die der Autoren seien und er bzw. sein Verlag nicht zwingend dieser Meinung sein müssten. Auch zu seinem Umsatz macht er keine näheren Angaben. Die Wirtschaftsauskunftei Bürgel schätzte den Jahresumsatz des Verlages 2013 auf 5 bis 10 Millionen Euro.
2014 erklärte Kopp, er verkaufe „unterdrückte Wahrheiten. [...] In jeder Meinung, und sei sie noch so abstrus, kann immer ein Körnchen Wahrheit stecken.“
Kritiker werfen Kopp vor, er verbreite mit seinem Verlag Geschichtsrevisionismus und Nazipropaganda. In seinem Verkaufsprogramm sind neben eigenen Büchern auch eine Vielzahl Publikationen aus rechten Verlagen wie dem Tübinger Grabert-Verlag, Ares, Arndt oder Pour le Mérite zu beziehen.
Kopp unterhält geschäftliche Beziehungen zur Deutsche Stimme Verlagsgesellschaft mbH, dem Verlag der NPD. Auch der Deutsche-Stimme-Verlag vertreibt Kopp-Bücher.
Jochen Kopp selbst betonte, dass sich alle Verlagspublikationen im Rahmen der demokratischen Grundordnung bewegen würden. Kopp zufolge sieht sich der Verlag keiner politischen Richtung verpflichtet und begreift sich lediglich als „Plattform für eine andere Sicht der Dinge“. Von extremen Parteien wie der NPD distanziert sich Kopp. Das Landesamt für Verfassungsschutz Baden-Württemberg überprüfte 2015 den Verlag und fand bei dieser Prüfung keine hinreichenden tatsächlichen Anhaltspunkte für Bestrebungen des Verlags gegen die freiheitliche demokratische Grundordnung.

## Lokalpolitische Auseinandersetzungen
Der Umgang mit Kopp und seinem Verlag ist im Gemeinderat von Rottenburg am Neckar umstritten. So verwiesen einige Gemeinderäte anlässlich des Verkaufs von Grundstücken an Kopp auf das antisemitische und rechtsradikale Sortiment. Dennoch stimmte eine von CDU- und SPD-Fraktion getragene Mehrheit für den Verkauf.

## Negativauszeichnungen
2014 wurde Kopp das Goldene Brett vorm Kopf, der satirische Negativpreis der Gesellschaft zur wissenschaftlichen Untersuchung von Parawissenschaften (GWUP) zugesprochen. Ausgezeichnet wird durch eine Jury der „größte pseudowissenschaftliche Humbug“ des Jahres im deutschsprachigen Raum. Kopp wurde mit dem Preis für sein „Lebenswerk“ ausgezeichnet; in der Begründung heißt es: „Jeder, der sich mit esoterischen und antiwissenschaftlichen Theorien auseinandersetzt, stößt ganz zwangsläufig auf den Kopp-Verlag, gegründet von Jochen Kopp. Egal ob Ufos oder Alternativmedizin, ob Pseudo-Physik oder Chemtrails: Der Kopp-Verlag ist praktisch in jedem Bereich des Paranormalen und Esoterischen ganz vorne mit dabei. [...] Die Skeptiker sind hingegen der Meinung, dass diese Bücher den Blick auf die Welt blockieren.“
2015 wurde der Kopp-Verlag in der Kategorie Medien und Blogs mit Giulia Silberbergers Preis Der goldene Aluhut gewürdigt. In der Begründung hieß es, Verlagsgründer Kopp biete abseitigen Autoren eine Plattform.